# Dikrella cockerellii
Dikrella cockerellii är en insektsart som först beskrevs av David D. Gillette 1895.  Dikrella cockerellii ingår i släktet Dikrella och familjen dvärgstritar. Inga underarter finns listade i Catalogue of Life.